# Серана (мезорегион)
Серана е мезорегион в щата Санта Катарина, Бразилия с обща площ 22 231.944 км² и население 421 535 души (2006).

## Административно деление
Регионът се поделя на 2 микрорегиона и 30 общини.
Микрорегиони:
- Кампус ди Лажис
- Куритибанус